# 東峰神社
東峰神社（とうほうじんじゃ）は、千葉県成田市東峰にある神社。

## 歴史
元々は、民間航空のパイオニアであった伊藤音次郎が、長男の信太郎や天才飛行士と呼ばれた山縣豊太郎をはじめとする航空黎明期の殉職者を祀るため、1937年に千葉郡津田沼町（現：習志野市）鷺沼の伊藤飛行機製作所の工場敷地内に建立したもので、当時の社名は「航空神社」であった。御神体は空難者8名の氏名を墨書きした木札。
日本の敗戦により航空業を追われた伊藤は、会社の従業員と共に戦後開拓による農地開発が行われていた遠山村（現：成田市）東峰地区へ入植して農場主となった。入植からしばらくして、集落内での話し合いにより、神社を建てることとなり、1953年11月23日に航空神社が当地に移設遷座された。その際に新たに神奈川県の二宮神社から勤労の神とされる二宮尊徳を授かり、以来この神社の祭神としている。
その後、航空神社は「東峰神社」に名前を変え、開拓集落の産土神社として東峰地区住民から信仰されるようになったが、新東京国際空港（現：成田国際空港）の建設などを受け、2001年9月に伊藤音次郎の家族の要請により、再び「航空神社」として山武郡芝山町にある航空科学博物館の野外展示場へ遷座している。航空神社の御守は航空科学博物館内のミュージアム・ショップで取り扱っている。

## 境内
神社は、成田国際空港B滑走路南端34R付近に位置する。東峰地区は、現在でも成田空港問題の空港反対運動の活発な地域であり、神社の敷地もB滑走路の建設予定地だった箇所にあるが、後述の紛争もあり、未買収地を避けるようにしてB滑走路を北側延伸している（2019年に改定された空港の基本計画では、神社周辺はB滑走路の予定地から外されている）。現在残されている建造物としては比較的新しい石鳥居一基と石灯籠二基が配されてはいるが、1.5 m2の小さな木造の祠があるだけで、中に御神体は無い。
神社の敷地は、滑走路や誘導路などの空港敷地に周りを取り囲まれている。神社へのアクセスは、近くの市道から分岐し、車1台が通れる幅の一本道である。神社へ続く道および境内の周囲にはアイボリーに塗装された高いスチール製の塀が2重に張り巡らされており、塀上部には有刺鉄線と共に数メートルから数十メートルおきに人感センサが設置されている。また塀内には監視小屋も設置されており、常時警備員が境内を監視している。塀には所々網目状になっている箇所があり、空港敷地側から境内が監視しやすいようになっている。また神社の敷地を取り囲むように空港内道路が敷かれており、定期的にNAAの委託を受けた警備会社の車両が巡回している。
境内の祠横には手水舎も有り、石製の手水鉢もあるが水は無いため手口を清めることは出来ない。

## 神社をめぐる紛争
境内敷地は、建立時より実質的に集落住民による共有地とされてきたが、2001年に登記上の所有者から新東京国際空港公団（成田国際空港株式会社の前身）への所有権移転登記が行われた後、空港公団により航空機の飛行の障害となる境内の樹木の伐採が行われた。伐採当日は空港公団・空警機動と三里塚芝山連合空港反対同盟（北原派）の間で衝突が発生し、反対同盟に逮捕者が出た。
これに反発した反対同盟が空港公団を提訴し、この裁判に対して日本の新左翼団体関係者などが積極的な支援を行い、「闘争の象徴」としたこともあり大きく知られるところとなったが、2003年に土地登記名義の回復を内容とする和解が両者間で成立した。

## 交通
- 千葉県道44号成田小見川鹿島港線を通って東峰地区に入ると到着する。ただし周辺に駐車場はない。
- 千葉交通・栗源線（多古営業所）「新田」バス停、成田市コミュニティバス津富浦ルート「東峰」バス停（いずれも同一地点）より徒歩。

## その他
- 東峰地区は、全国的にも激しいことで知られる三里塚闘争の中でも、空港用地取得を巡って現在に至るまで反対運動が特に活発に行われている地区である。また先述の通り、東峰神社は（元々「航空神社」であった経緯からすると皮肉なことではあるが）この地区における反対運動を行う人々にとって運動の象徴ともされている。こうした背景もあり、一部過激派等による空港施設や敷地に対する破壊工作や不審者接近を防ぐため、近年に至るまで非常に多数の制服、私服警官が常時神社近辺を巡回し、訪問者は度々職務質問を受けることとなっていた[6]。
- 三里塚闘争、いわば成田空港問題を象徴する施設であることから、2014年公開のドキュメンタリー映画『三里塚に生きる』の映画ポスターなどでは、東峰神社の上空を通過する日本航空の旅客機の写真が使用されている[10]。
- 現在も比較的厳重な監視体制が継続されているものの、以前のように職務質問を頻繁に受けるようなことは殆ど無くなり、誰でも気軽に参拝または飛行機の離着陸を観ることができるようになった[6]。ただし、訪問に当たっては万一の職務質問等に備えて、身分証明書を携帯する配慮が望ましい。
- 津田沼から東峰に移転した後も、長らく「航空神社」という通称は用いられ続けた。そのため、成田での空港建設計画が出た際には、東峰地区の人々は「この神社が空港を呼び込んだのではないか?」と訝しがったという[11]。

## ギャラリー

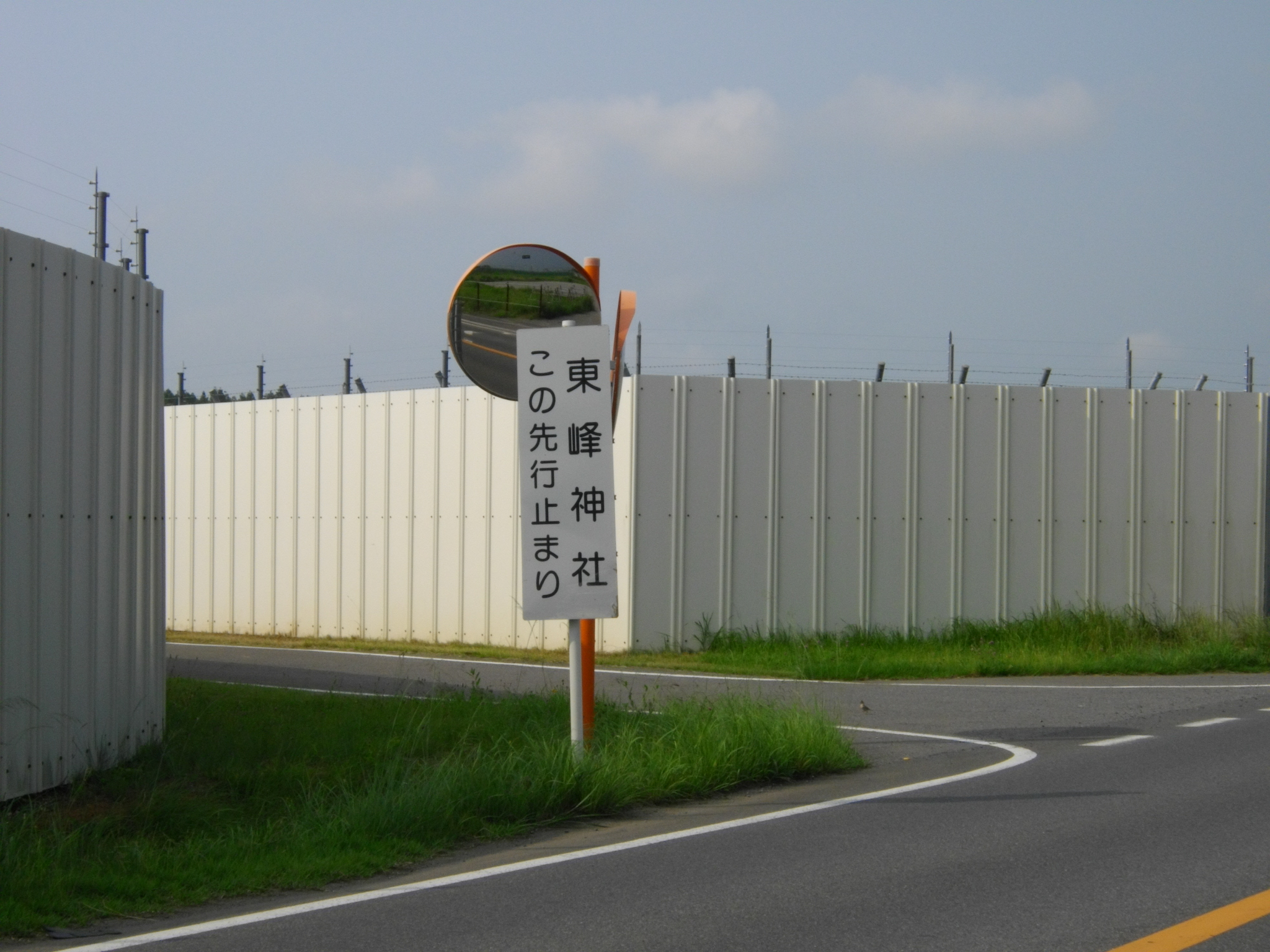
神社入口
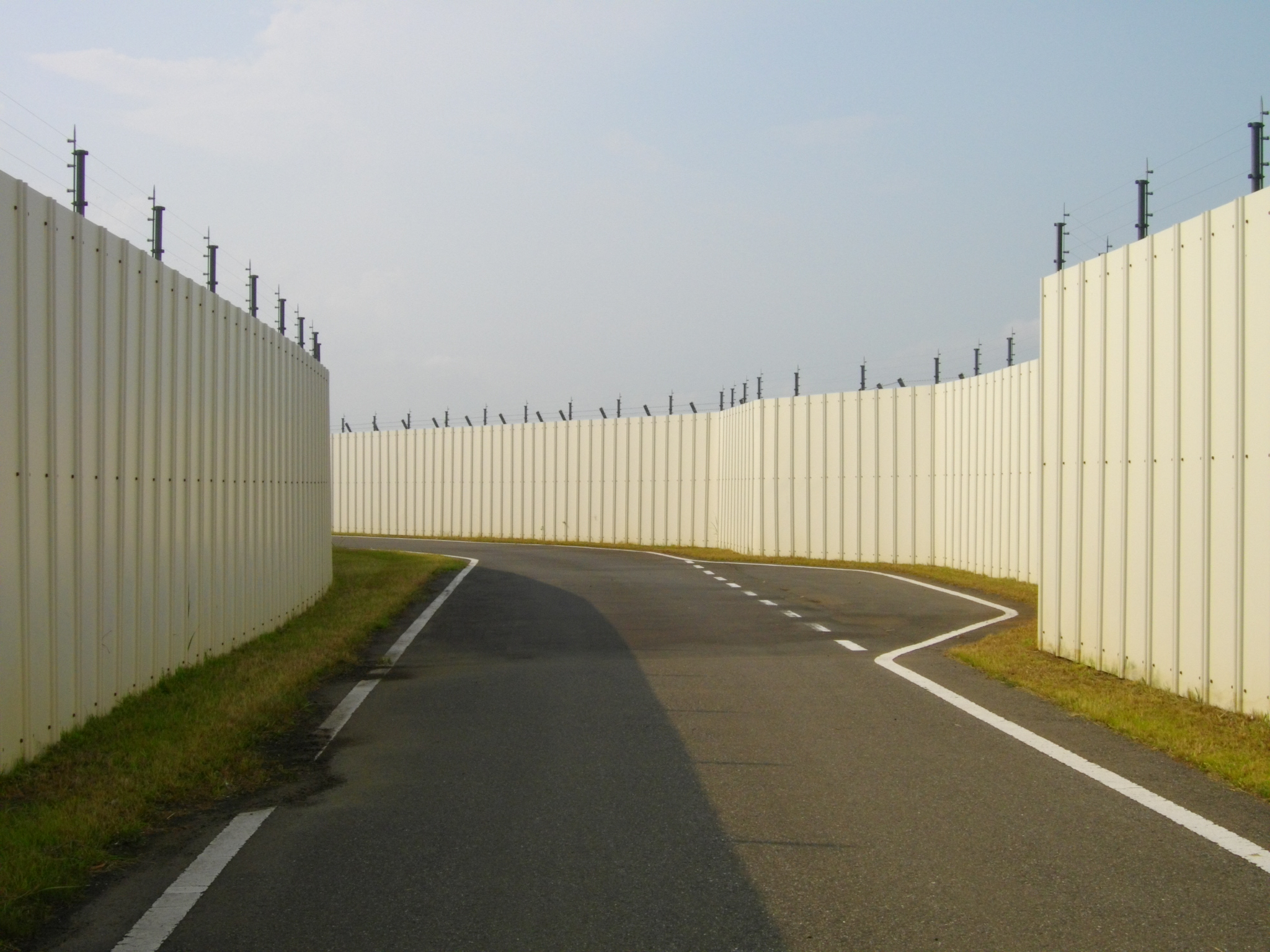
神社までの通路
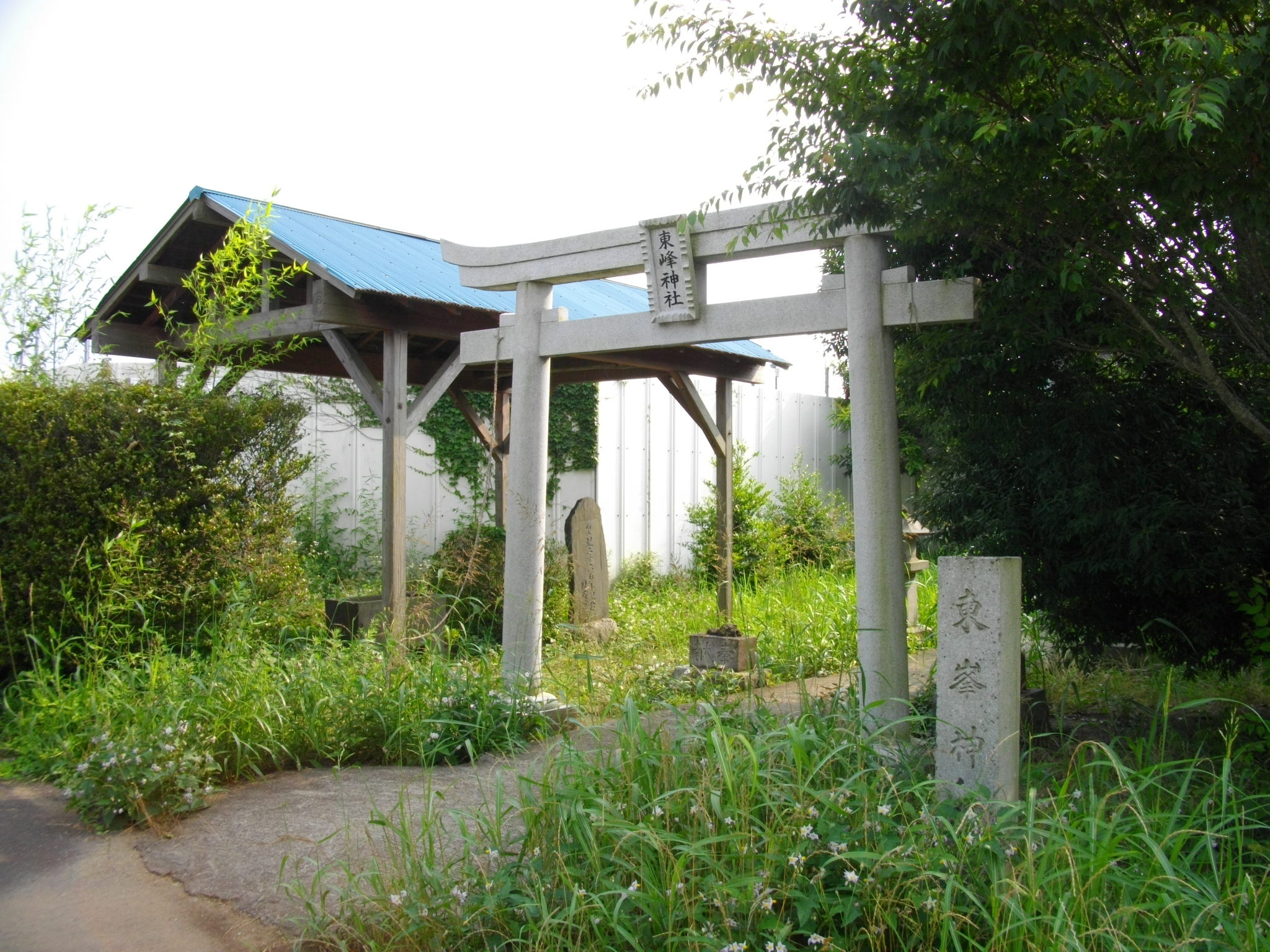
境内
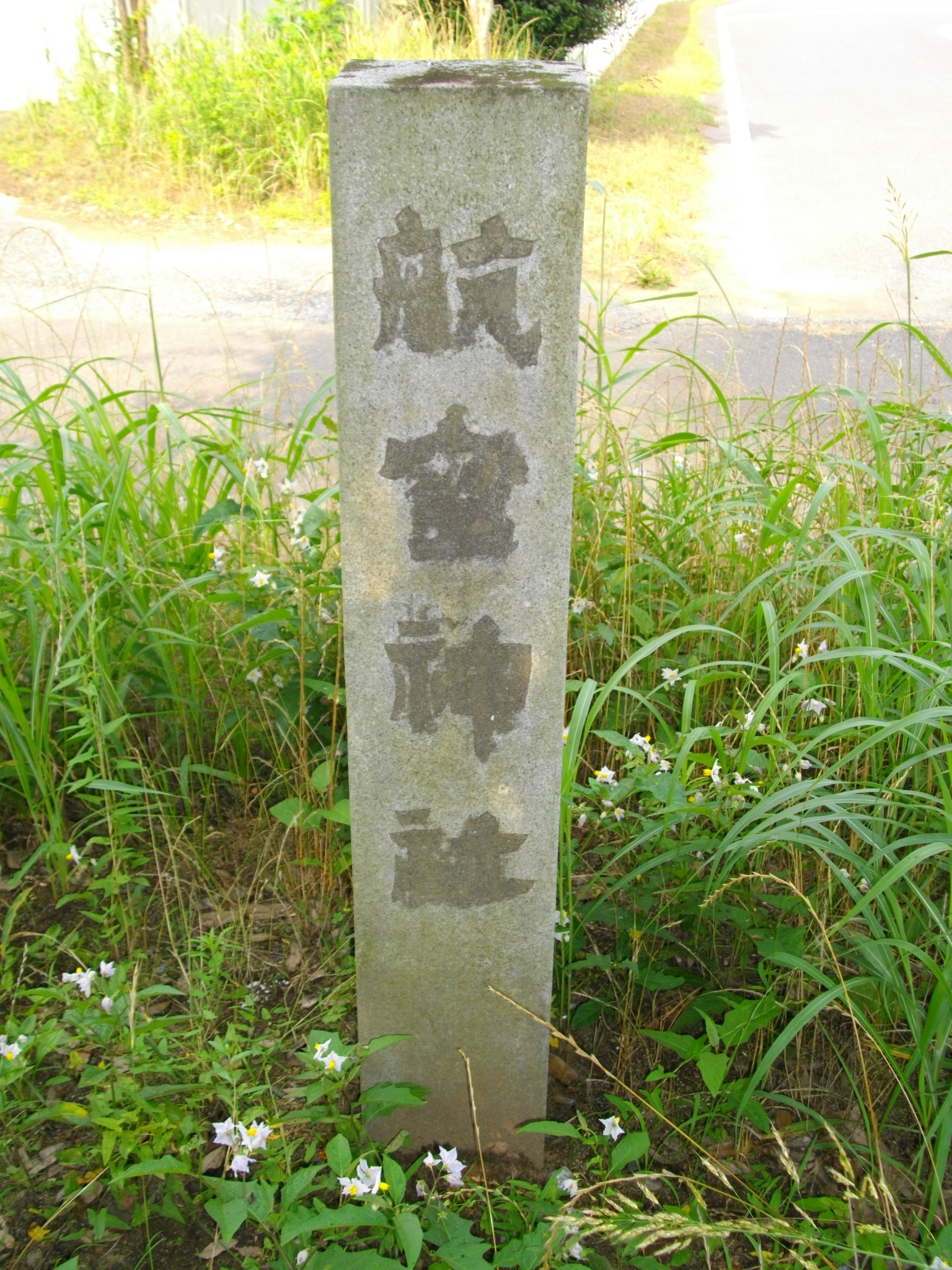
旧航空神社の石柱
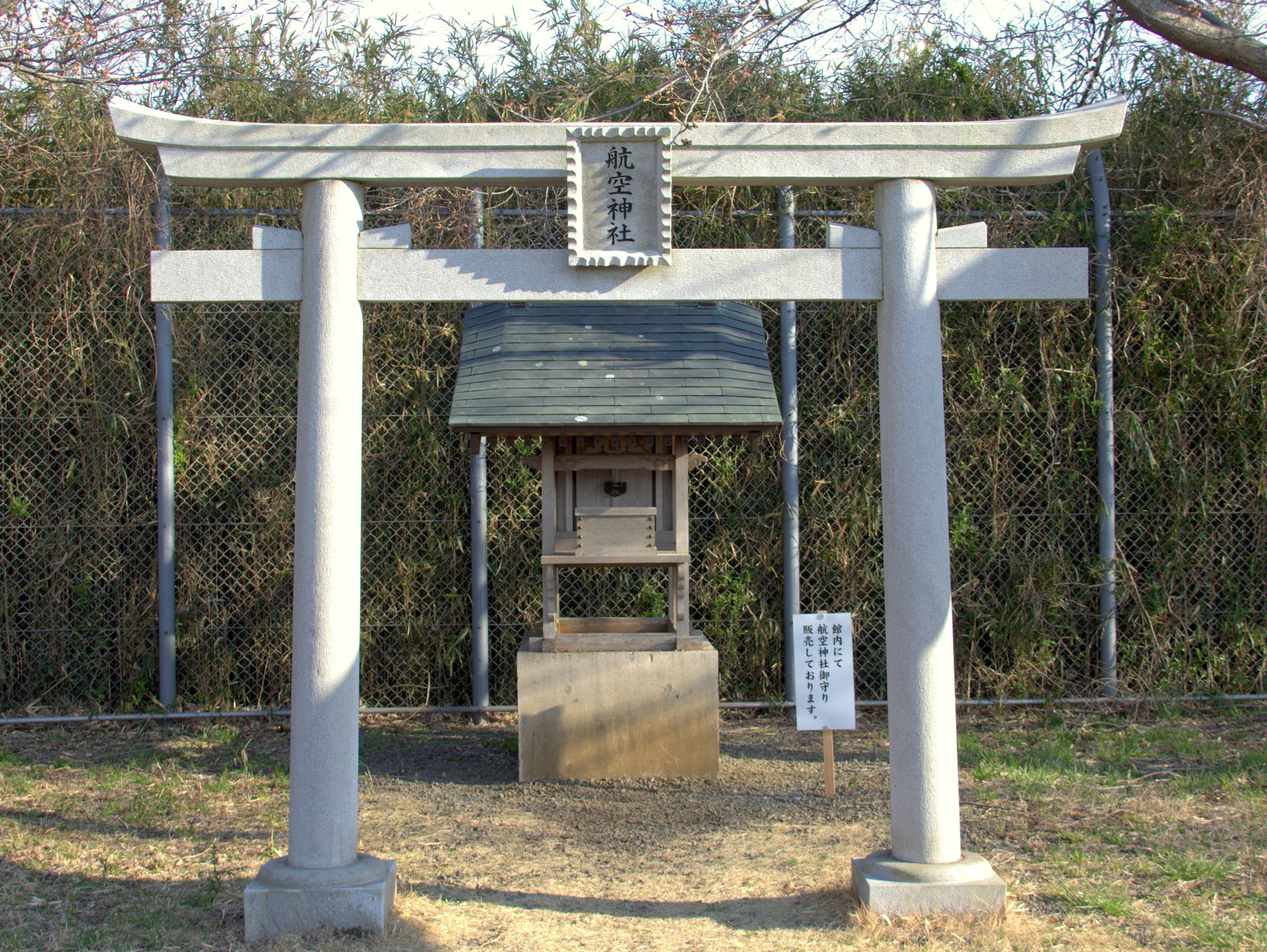
航空科学博物館に遷座後の航空神社
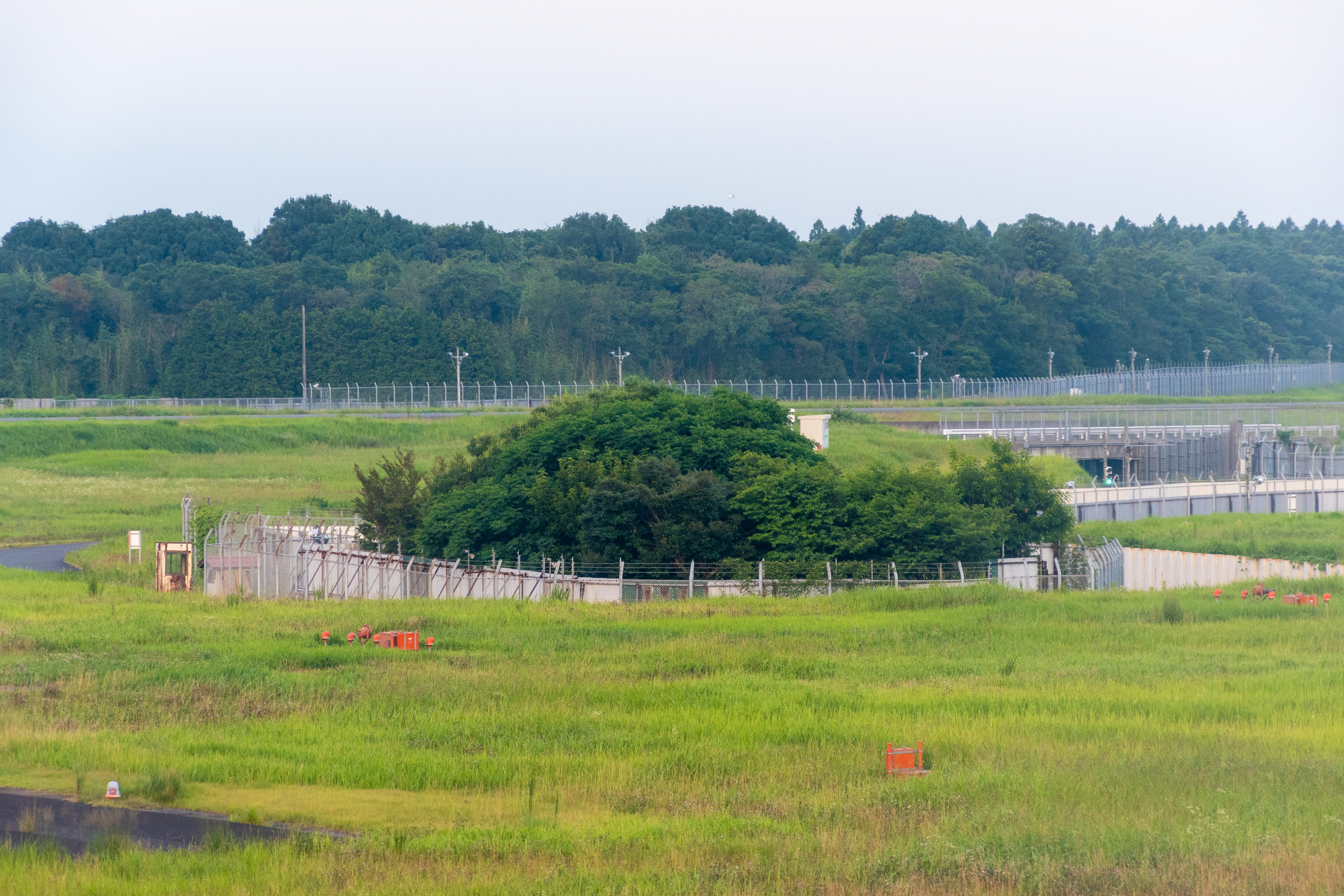
成田空港の誘導路から見た東峰神社